# Ostwind international
Ostwind international est une entreprise développant des projets éoliens en France, active depuis 1999.

## Historique
Fondée en 1999, elle fait partie du groupe allemand Ostwind, lui-même créé en 1992 à Ratisbonne par Gisela Wendling-Lenz et Ulrich Lenz. Elle inaugure son premier parc éolien en France, à Saint-Clément (Ardèche) en 2005. L’entreprise Ostwind international est notamment connue pour avoir développé le plus grand parc éolien de France (70 éoliennes), situé sur le territoire de la communauté de communes du canton de Fruges, dans le Nord-Pas-de-Calais et inauguré en 2008.  
- 2011 : mise en service du parc des Deux-Rivières (Moselle)[4],[5]
- 2013 : mise en service des parcs éoliens de l'Atrébatie (Pas-de-Calais)[6]
- 2014 : inauguration du parc d'Hucqueliers (Pas-de-Calais)[7]

En 2017, l'entreprise annonce qu'elle va exploiter une partie de l’électricité produite par ses éoliennes, devenant ainsi producteur d’énergie.

## Activités
Les activités de l'entreprise sont les suivantes :
- Développement de projets éoliens (prospection, coordination des études, accompagnement ZDE, enquête publique, demandes de permis de construire…).
- Études de potentiel éolien.
- Bureau d’études SIG (système d’informations géographiques).
- Exploitation de parcs éoliens.
- Conception, construction et supervision de projets éoliens (via la société OSTWIND engineering).

Avec un total de 250 MW de puissance installée en France, Ostwind international représente 3 % de la puissance totale de la France. Elle finance une partie de ses projets par un partenariat avec la Banque des territoires depuis 2017.